# امانوئل کوهوت
امانوئل کوهوت (اسلوونیایی: Emanuel Kohút؛ زادهٔ ۲۱ ژوئیهٔ ۱۹۸۲) بازیکن والیبال اهل اسلواکی است. وی در حال حاضر عضو تیم ملی والیبال اسلواکی و باشگاه کوپرا پیاچنزا است.
کوهوت در ترکیب اسلواکی دو قهرمانی در لیگ اروپا ۲۰۰۸ و ۲۰۱۱ را تجربه کرد.